# Isla Sif
La isla Sif es una isla ubicada en la Tierra de Ellsworth en la Antártida. Tiene 350 metros de largo y está hecha de granito volcánico, aunque está mayormente cubierta de hielo. Fue descubierta en febrero de 2020 debido al derretimiento de glaciares, y lleva el nombre de Sif, una diosa asociada a la Tierra en la mitología nórdica. Es probable que la isla se haya creado debido al ajuste postglacial.